# Wakhan National T20 Cup 2025
Das Wahkhan National T20 Cup 2025 war die zweite Saison des nationalen Twenty20-Wettbewerbes in Afghanistan, der vom 28. Juni bis zum 7. Juli 2025 ausgetragen wurde. Im Finale konnten sich die Hindukush Strikers mit 1 Wicket gegen den Pamir Legends durchsetzen.

## Format
Die vier Mannschaften spielten in einer Gruppe zweimal gegen jede andere Mannschaft. Für einen Sieg gab es zwei Punkte, für ein Unentschieden oder No Result einen und für eine Niederlage keinen Punkt. Der Gruppenerste und Gruppenzweite bestritten das Finale.

## Resultate
Tabelle
|                    | Sp. | S | N | NR | P  | NRR    |
| ------------------ | --- | - | - | -- | -- | ------ |
| Hindukush Strikers | 6   | 6 | 0 | 0  | 12 | +1.771 |
| Pamir Legends      | 6   | 3 | 3 | 0  | 6  | −0.695 |
| Mah-e-Par Stars    | 6   | 2 | 4 | 0  | 4  | −0.659 |
| Maiwand Champions  | 6   | 1 | 5 | 0  | 2  | −0.432 |

Spiele
| 28. Juni Scorecard | Kundus | Pamir Legends 161-8 (20)          | – | Maiwand Champions 136 (18.4) |
|                    |        | Pamir Legends gewinnt mit 25 Runs |   |                              |

| 28. Juni Scorecard | Kundus | Mah-e-Par Stars 79 (16.4)                | – | Hindukush Strikers 80-4 (13.4) |
|                    |        | Hindukush Strikers gewinnt mit 6 Wickets |   |                                |

| 29. Juni Scorecard | Kundus | Pamir Legends 174-8 (20)              | – | Mah-e-Par Stars 175-6 (19.4) |
|                    |        | Mah-e-Par Stars gewinnt mit 4 Wickets |   |                              |

| 29. Juni Scorecard | Kundus | Maiwand Champions 146-9 (20)             | – | Hindukush Strikers 150-5 (20) |
|                    |        | Hindukush Strikers gewinnt mit 5 Wickets |   |                               |

| 1. Juli Scorecard | Kundus | Mah-e-Par Stars 171-5 (20)         | – | Maiwand Champions 166-7 (20) |
|                   |        | Mah-e-Par Stars gewinnt mit 5 Runs |   |                              |

| 1. Juli Scorecard | Kundus | Hindukush Strikers 168-8 (20)          | – | Pamir Legends 82 (15) |
|                   |        | Hindukush Strikers gewinnt mit 94 Runs |   |                       |

| 2. Juli Scorecard | Kundus | Maiwand Champions 163-8 (20)        | – | Pamir Legends 167-7 (19.5) |
|                   |        | Pamir Legends gewinnt mit 3 Wickets |   |                            |

| 2. Juli Scorecard | Kundus | Mah-e-Par Stars 144 (20)                 | – | Hindukush Strikers 145-6 (20) |
|                   |        | Hindukush Strikers gewinnt mit 4 Wickets |   |                               |

| 4. Juli Scorecard | Kundus | Pamir Legends 154-8 (20)          | – | Mah-e-Par Stars 128 (19.2) |
|                   |        | Pamir Legends gewinnt mit 26 Runs |   |                            |

| 4. Juli Scorecard | Kundus | Maiwand Champions 145-8 (20)             | – | Hindukush Strikers 151-5 (17.5) |
|                   |        | Hindukush Strikers gewinnt mit 5 Wickets |   |                                 |

| 5. Juli Scorecard | Kundus | Hindukush Strikers 145-9 (20)          | – | Pamir Legends 103 (16.1) |
|                   |        | Hindukush Strikers gewinnt mit 42 Runs |   |                          |

| 5. Juli Scorecard | Kundus | Mah-e-Par Stars 141-7 (20)               | – | Maiwand Champions 143-5 (18.5) |
|                   |        | Mainwand Champions gewinnt mit 5 Wickets |   |                                |

### Finale
| 7. Juli Scorecard | Kundus | Pamir Legends 97 (18.5)                 | – | Hindukush Strikers 98-9 (19.5) |
|                   |        | Hindukush Strikers gewinnt mit 1 Wicket |   |                                |